# Tipula bulbosa
Tipula bulbosa är en tvåvingeart som beskrevs av Mannheims 1954. Tipula bulbosa ingår i släktet Tipula och familjen storharkrankar.
Artens utbredningsområde är Grekland. Inga underarter finns listade i Catalogue of Life.